# Willy Mairesse

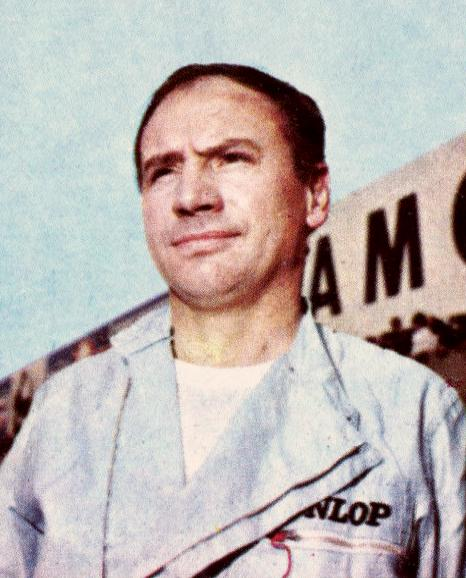
Willy Mairesse

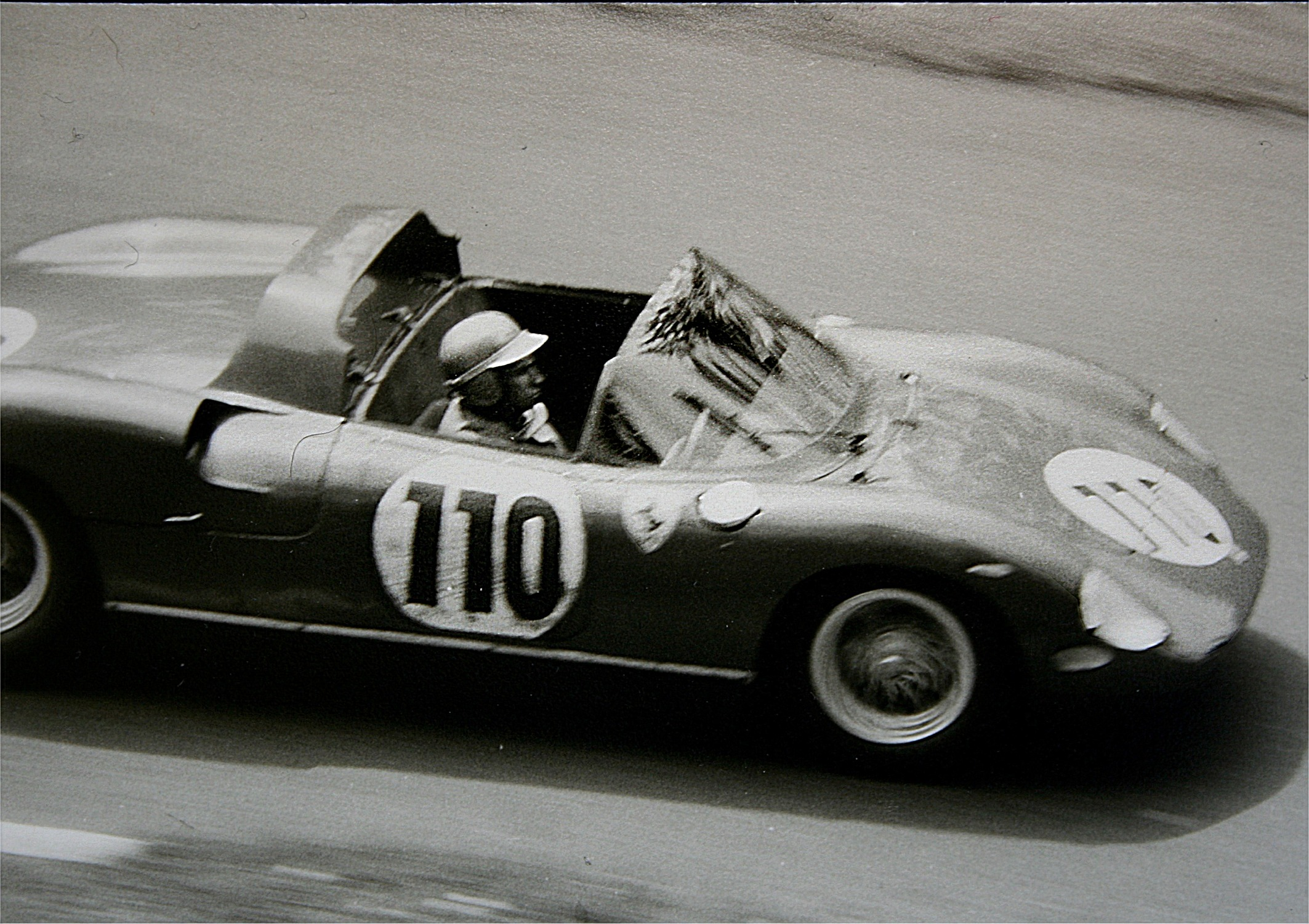
Mairesse op 19 mei 1963 op de Nürburgring.

Willy Mairesse (Momignies, 1 oktober 1928 – Oostende, 2 september 1969) was een Belgisch autocoureur, die uitkwam in de Formule 1.

## Loopbaan
Mairesse nam tussen 1960 en 1963 deel aan dertien Grands Prix voor de teams Ferrari, Ecurie Nationale Belge, Lotus en Scuderia Centro Sud, en scoorde hierin één podium en zeven punten. Hij was herhaaldelijk betrokken bij ernstige ongelukken, bijvoorbeeld tijdens de Grand Prix van België in 1962 en de Grand Prix van Duitsland in 1963. Bij dit laatste ongeval kwam een marshal om en raakte hij zelf gedeeltelijk invalide. Hij keerde hierna niet terug in de Formule 1.
Nadat hij ernstig gewond raakte bij een ongeval tijdens de 24 uur van Le Mans in 1968 moest hij noodgedwongen een einde maken aan zijn loopbaan. In september 1969 overleed hij op een hotelkamer in Oostende na de inname van een overdosis slaappillen.